# Bentos

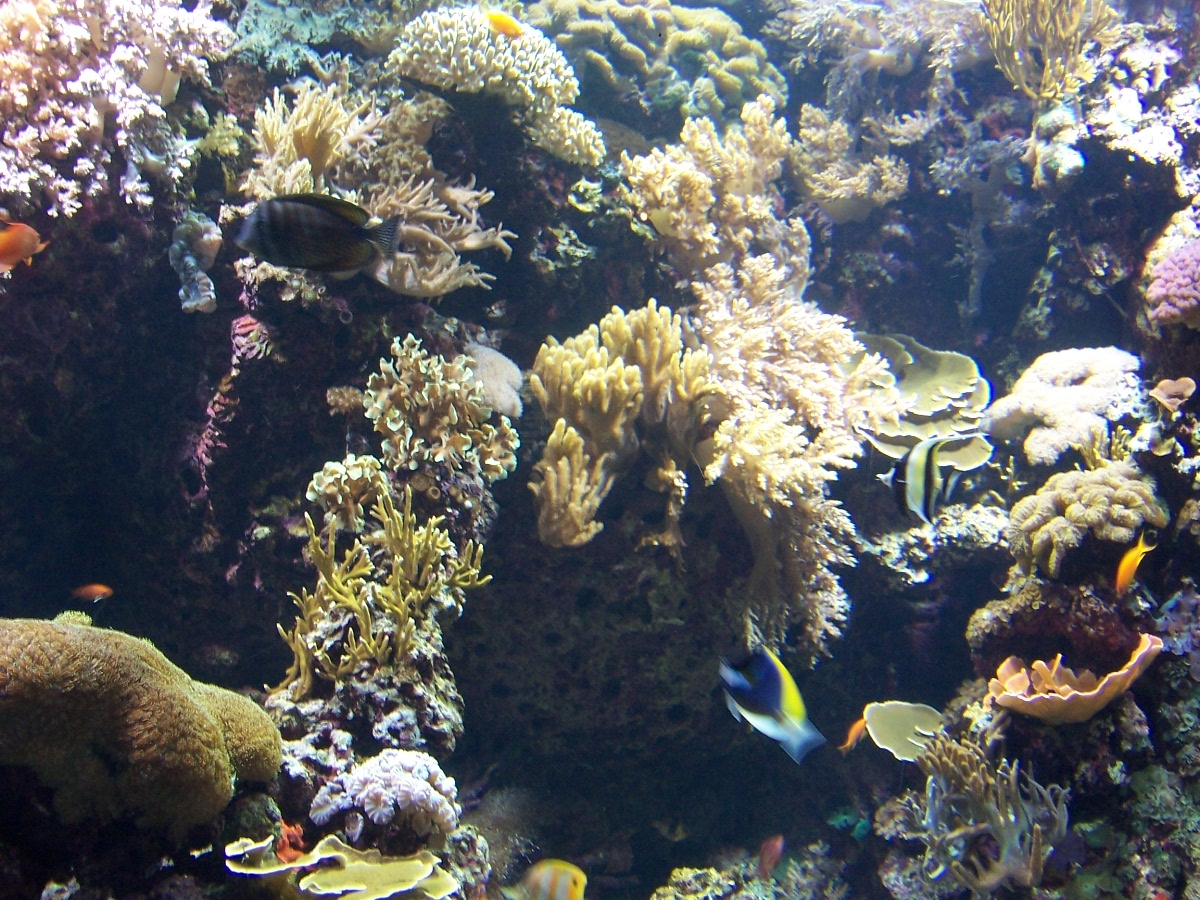
Arrecife de coral.

En ecología se llama bentos (del griego βένθος/benthos, "fondo marino") a la comunidad formada por los organismos que habitan el fondo de los ecosistemas acuáticos. El bentos se distingue del plancton y del necton, formados por organismos que habitan en la columna de agua. El adjetivo que deriva de bentos es bentónico.
Allí donde la luz alcanza el fondo, lo que depende de la profundidad y de la transparencia del medio, la comunidad incluye productores primarios fotosintetizadores, como las praderas marinas. En el medio afótico (sin luz) de los fondos más profundos, todos los organismos son consumidores, dependiendo el conjunto de los restos orgánicos y microorganismos que la gravedad deposita desde niveles más superficiales. 
Un caso especial y notable es el de las biocenosis, más o menos efímeras, que se establecen en puntos de las dorsales centro-oceánicas, a profundidades abisales, donde se produce vulcanismo hidrotermal, con emisión de agua muy caliente y cargada de sales. En esos ecosistemas la producción primaria corre a cargo de bacterias quimiosintetizadoras, unas de vida libre y otras simbióticas de animales.

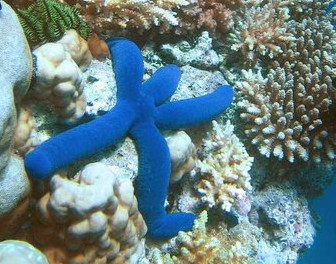
Estrella de mar.

Las comunidades bentónicas más productivas y de mayor biodiversidad, y también probablemente las más amenazadas, son los arrecifes de coral. La desorganización y empobrecimiento de las comunidades bentónicas por ciertas artes de pesca, como las redes de arrastre, están entre los mayores problemas ambientales.
Muchos taxones (grupos biológicos) notables están especializados para residir en el bentos. El phylum entero de los equinodermos (estrellas y erizos de mar), por ejemplo, está constituido por formas bentónicas. El orden Pleuronectiformes (lenguados y semejantes) es un ejemplo de peces adaptados a la vida en el bentos. También los pulpos o las sepias entre los cefalópodos, y la clase de los bivalvos entre los otros moluscos. 
Muchos organismos del bentos se desplazan, aunque sea poco, por ejemplo las almejas o las anémonas de mar. Otros son directamente sésiles (fijos), como las ostras, los corales o las algas coralinas (un grupo de algas rojas); para el conjunto formado por los organismos adheridos al fondo contamos con el término, raramente usado, efaptomenon, y para los enraizados tenemos rizomenon.

## Fuentes de alimentación

Efecto de la eutrofización en la vida marina bentónica.